# Go my way (三代目J Soul Brothersの曲)
「Go my way」（ゴー・マイ・ウェイ）は、三代目 J Soul Brothersの通算6枚目のシングルである。2012年3月7日にrhythm zoneから発売された。

## 概要
- 「CD+DVD」と「CDのみ」の2形態での発売で、DVDには「Go my way」のミュージック・ビデオを収録。
- 「Go my way」とカップリング曲「最後のサクラ」は、3枚目のオリジナル・アルバム『MIRACLE』とベスト・アルバム『THE JSB WORLD』に収録された。

## 収録曲

### CD
1. Go my way [4:09]
作詞：ArikA、作曲：BACHLOGIC, ERIK LIDBOM, FAST LANE
  - GREE『聖戦ケルベロス』CMソング。
2. 最後のサクラ [5:01]
作詞：小竹正人、作曲：林田裕一
3. Go my way（Instrumental）
4. 最後のサクラ（Instrumental）

### DVD
1. Go my way（Music Video）

## 収録アルバム
| 収録アルバム            | 楽曲         | 曲順 |
| ----------------------- | ------------ | ---- |
| MIRACLE                 | Go my way    | 3    |
| MIRACLE                 | 最後のサクラ | 8    |
| THE BEST                | Go my way    | 8    |
| THE JSB WORLD (DISC-1)  | Go my way    | 8    |
| THE JSB WORLD (DISC-1)  | 最後のサクラ | 9    |
| BEST BROTHERS (DISC-01) | Go my way    | 2    |
| BEST BROTHERS (DISC-01) | 最後のサクラ | 14   |